# Dicle Nur Babat
Dicle Nur Babat est une joueuse de volley-ball turque née le 15 septembre 1992 à Kırklareli. Elle mesure 1,91 m et joue au poste de centrale. 

## Clubs
| Club                | De        | À         |
| ------------------- | --------- | --------- |
| Eczacıbaşı İstanbul | 2004-2005 | 2006-2007 |
| VB Günes Sigorta    | 2007-2008 | 2010-2011 |
| Nilüfer Belediye    | 2011-2012 | 2011-2012 |
| Beşiktaş İstanbul   | 2012-2013 | 2013-2014 |
| Fenerbahçe İstanbul | 2014-2015 | …         |

## Palmarès

### Équipe nationale
- Jeux européen
  - Vainqueur : 2015[3]

### Clubs
- Challenge Cup
  - Finaliste : 2014.
- Championnat de Turquie
  - Vainqueur: 2015, 2017.
  - Finaliste : 2016.
- Coupe de Turquie
  - Vainqueur: 2015, 2017.
  - Finaliste : 2019.
- Supercoupe de Turquie
  - Vainqueur: 2015.
  - Finaliste : 2017.